# هتل عباسی
مهمانسرای عباسی یا هتل عباسی (تا قبل از انقلاب اسلامی: مهمانسرای شاه عباسی یا هتل شاه عباسی)، یکی از هتل‌های بزرگ ایران و شهر اصفهان است که به دلیل معماری آن، که از معماری دوران صفوی الگو گرفته‌است و نیز واقع شدن آن در میان بافت تاریخی اصفهان دارای اهمیت فراوان است. هتل عباسی بزرگ‌ترین هتل موزهٔ جهان است. سی‌ان‌ان در گزارشی در ماه مارس ۲۰۱۷، هتل شاه عباسی را به عنوان زیباترین هتل خاورمیانه معرفی کرد.

## تاریخچه
مادر شاه سلطان حسین صفوی (آخرین پادشاه صفوی) پس از ساخت مدرسه چهارباغ، موقوفات فراوانی را به آن اختصاص داد که این موقوفات شامل چندین مزرعه، باغ، مغازه و کاروانسرا بود. یکی از موقوفات مشهور این مدرسه، کاروانسرای مادرشاه بود که دیوار به دیوار مدرسه قرار داشت. پس از حمله افغانها، تمامی این موقوفات از جمله کاروانسرا رو به ویرانی نهادند. با این حال نقاشی که در عهد محمدشاه قاجار رسم شده، نشان می‌دهد که این کاروانسرا در آن زمان فعال بوده‌است.
در سال ۱۳۳۶، با حمایت دولت وقت، اجاره‌نامه‌ای میان سازمان اوقاف و امور خیریه و بیمهٔ ایران منعقد شد مبنی بر آنکه بیمه ایران به هزینه خود نسبت به تأسیس هتل در این مکان اقدام و پس از اتمام، از آن بهره‌برداری نماید. گفتنی است در آن زمان مدیریت بیمه ایران شعبه اصفهان بعهده رضا ارحام صدر، بازیگر قدیمی سینما و تئاتر اصفهان بود که نقش مؤثری در اجرای این پروژه داشت. مهندس عبدالحسین محیط با ریاست آندره گدار (۲۱ ژانویه ۱۸۸۱–۳۱ ژوئیه ۱۹۶۵)، باستان‌شناس، معمار و مورخ هنر فرانسه و خاورمیانه که سال‌ها به عنوان مدیر سرویس باستان‌شناسی ایران فعالیت داشت، با حمایت و پشتیبانی بیمه ایران در سال ۱۳۳۸، شروع به ساخت این هتل کردند. در هنگام ساخت سعی بر آن بود که بازمانده کاروانسرا مورد مرمت قرار گیرد و طراحی بنا نیز هماهنگ با معماری عصر صفوی باشد. آرایش داخلی بنا هم به گونه‌ای طراحی شد که بیان‌گر جلوه‌های اصیل هنر ایرانی باشد. سرانجام هتل شاه عباسی در سال ۱۳۴۵، افتتاح گردید. پس از انقلاب ۱۳۵۷، حذف کلمه شاه، به هتل عباسی تغییر نام داده شد.
در پرونده ثبت جهانی کاروانسراهای ایرانی در فهرست میراث جهانی یونسکو، کاروانسرای مادرشاه اصفهان (هتل عباسی) یکی از ۵۶ کاروانسرای نامزد ثبت جهانی بود ولی به دلیل بازسازی با مصالح جدید، یونسکو اصالت این بنا را قانع‌کننده ندانست و این کاروانسرا از فهرست پیشنهادی ایران حذف شد.

## معرفی هتل عباسی
مانسرای عباسی دارای ۲۲۵ باب اتاق، سوئیت و آپارتمان است که شامل اتاق‌های معمولی یک تخته و دو تخته، چشم‌انداز و پردیس، سوئیت‌های معمولی، قاجار، صفوی، سبز و نیز آپارتمان دو و سه خوابه بوده و همگی اتاق‌ها مجهز به سیستم‌های ایمنی و مطابق با استانداردهای روز دنیا می‌باشند، سالانه پذیرای هزاران مهمان و گردشگر داخلی و خارجی از سرتاسر نقاط جهان و همچنین ده‌ها هیئت از میهمانان عالی‌رتبه سیاسی و شخصیت‌های بین‌المللی است.

بهار

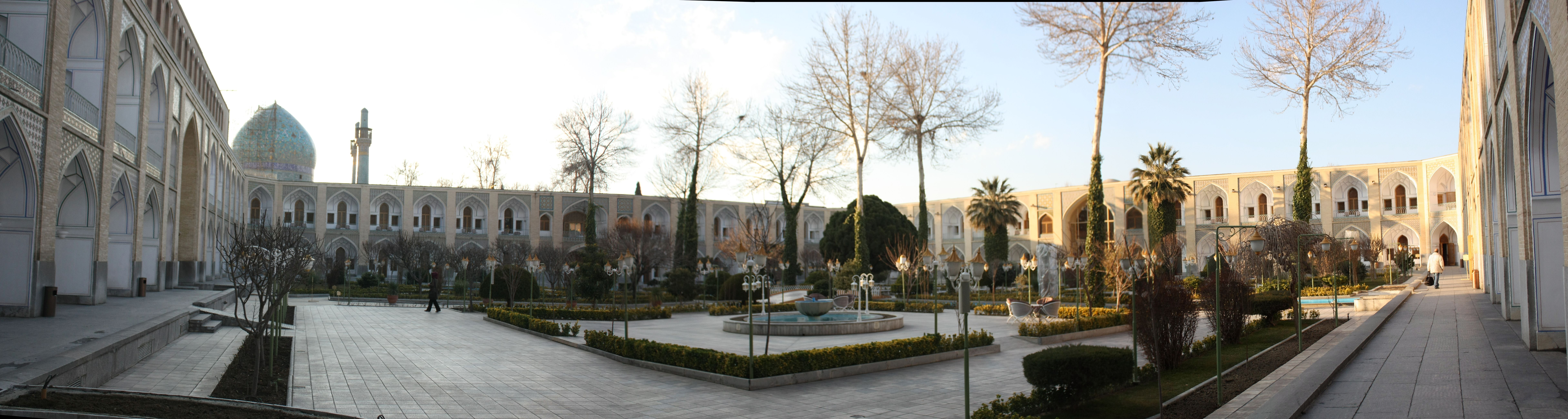
پاییز

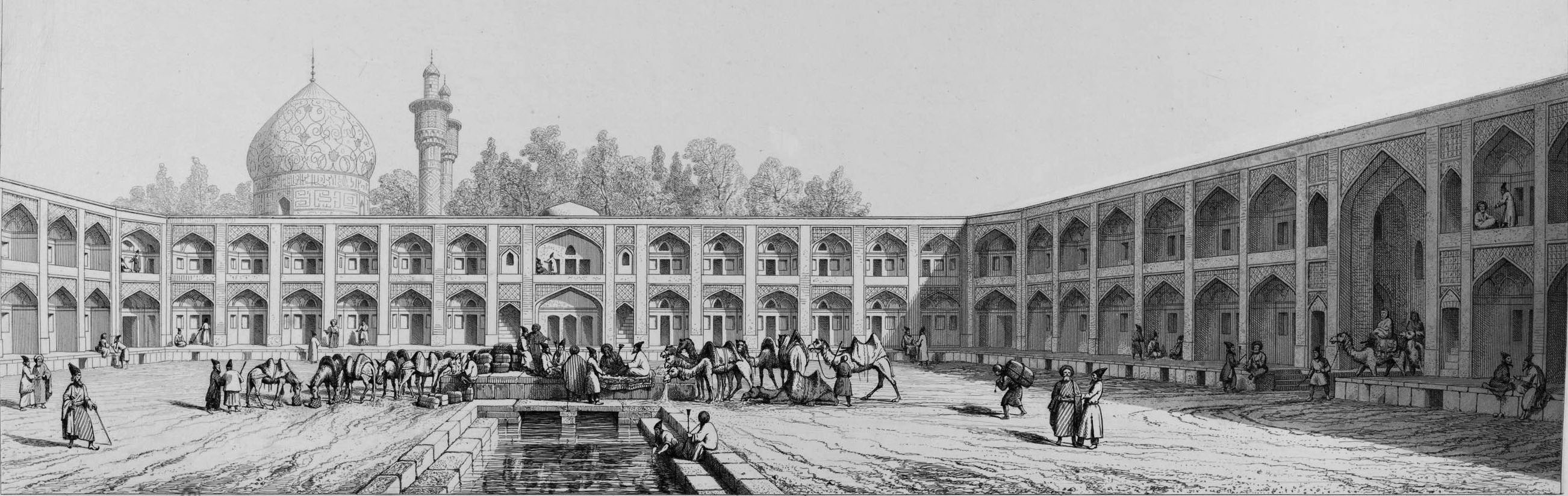
کاروانسرای شاه سلطان حسین صفوی در دوره محمدشاه قاجار